# Pridjel Donji
Pridjel Donji (szerbül: Придјел Доњи, korábban Pridjel Srpski), település Bosznia-Hercegovinában, a Szerb Köztársaság északi régiójában Doboj községben. 

## Fekvése
A település Bosznia-Hercegovina északi részén, Dobojtól légvonalban 2, közúton 3 km-re délre, a Boszna-folyó jobb partján és a tőle keletre fekvő hegyvidéken, 240-320 méteres magasságban található. Pridjel Donji az Ozren-hegy északnyugati lejtőin fekszik. Tőle északra Lipac település, délre pedig Pridjel Gornji, Ševarlije, Potočani és Striježevica települések találhatók. Határa a Boszna-folyó partjáig ér le, a Velika Rijeka patak pedig délkelet-északnyugati irányban folyik át a falun. Ez a patak a település felett ered, a Potočani, Striježevica és Pridjel Donji települések közötti hegyvidéki területen, és a doboji Városi Fűtőmű erőműve közelében ömlik Boszniába. A Boszna felé eső területén belül egy gyalogos-mezőgazdasági út vezet, amely Pridjel Donjit a Nikola Tesla utcán és a Vashídon keresztül Dobojjal köti össze. Doboj fő közlekedési kapcsolata az R465-ös regionális út (Žepče-Modriča), amelyen áthalad a Sveti Sava utcán, amely a Boszna hídján keresztül Doboj városközpontjába vezet. Az R465-ös regionális úttal párhuzamosan egy vasútvonal is fut, amely a doboji vasútállomásra vezet. A település határa erdőkben viszonylag gazdag, az erdős terület nem egy helyen, hanem szétszórtan fekszik. A fák között a bükk dominál.

## Népessége
| Nemzetiségi csoport | Népesség 1991 | Népesség 2013 |
| ------------------- | ------------- | ------------- |
| Szerb               | 939           | 840           |
| Bosnyák             | 4             | 1             |
| Horvát              | 9             | 5             |
| Jugoszláv           | 25            | 0             |
| Egyéb               | 10            | 7             |
| Összesen            | 987           | 853           |

## Története
Pridjel falu már a középkorban is lakott volt. 1947-ig azon a helyen, amely Katunište, illetve Svatovsko greblje néven ismert, régi temető volt található stećakokkal. Branko Belić kurátor adatai szerint ebben a nekropoliszban több mint 10 láda alakú stećak volt, amelyek a vasútvonal és a vasútállomás építésekor pusztultak el.
Az oszmán korban ez a település a Tešanji Kadiluk része volt, amint az a kadiluk (1740-1752) feljegyzéseiben is látható. Más oszmán dokumentumok Piri Dol néven is említik. A települést a kádiluk iratai kétszer említik: 1743-ban és 1744. december 8-án. Az első akta a tešanji kádinak a szultánhoz intézett felterjesztését tartalmazza, mely a pridjeli Lončar ellen irányul, aki megsebesítette a doboji Karadžát. Az ügyben kétszer is szerepel a felterjesztésre adott válasz. Egy másik feljegyzésben a pridjeli Mahmud fia Lončar szerepel, aki két szekeret tulajdonított el.
A település 1878-ig tartozott az Oszmán Birodalomhoz, ekkor a berlini kongresszus határozata alapján az Osztrák-Magyar Monarchia része lett. 1879-ben az első osztrák-magyar népszámlálás során a Maglaji járáshoz és Boljanić községhez tartozó településnek 36 háztartása és 195 ortodox lakosa volt. Ausztria-Magyarország közigazgatásának Bosznia-Hercegovina területére érkezése többek között a közlekedési infrastruktúra kiépítésének fokozódását hozta magával. Így épült meg 1879-ben a jelenlegi Vashíd. Ezen keresztül, a mai Dobojba vezető mezőgazdasági-gyalogosút mentén húzódott a vasút, amely a mai Usorához vezetett. A vonalon egy gőzmozdony közlekedett, amelyet a helyi lakosság "Ćiro"-nak nevezett, és amely anyagot szállított az usorai gyárakba. Az első világháború előtt három őrtornyot építettek itt, kettőt a jobb parton, egyet pedig a bal parton. A vasút az 1960-as évekig fennmaradt.
1910-ben a Maglaji járáshoz tartozó településen 68 háztartást, 357 ortodox, 57 muszlim és 2 római katolikus lakost találtak. A monarchia szétesésével 1918-ban előbb a Szerb-Horvát-Szlovén Királyság, majd 1929-től a Jugoszláv Királyság része lett. Az 1929-es törvény értelmében, amikor Bosznia-Hercegovinát négy banovinára, Drinskára, Vrbaskára, Zetskára és Primorskára osztották, a település a Vrbaska banovina része lett, amelynek székhelye Banja Luka volt.
A második világháborúban Jugoszlávia megszállása után a Független Horvát Állam (NDH) része lett. A második világháború alatt Pridjelo Donji lakói is részt vettek a megszálló hatalommal és fegyveres egységeivel szembeni katonai ellenállásban. Milenko Maksimovićnak, az eseményekben részt vevő személynak „Ozren fiai” és „Ozren és Trebave halhatatlanjai” című könyveiben közölt információk szerint a harcok során Pridjel Donji jelentős katonai és polgári veszteségeket, valamint jelentős anyagi károkat szenvedett. Maksimović szerint Pridjelben a megszálló erők 92 házat égettek fel a háború négy éve alatt, és ugyanebben az időszakban 113 pridjeli halt meg és esett el csatákban, büntető expedíciókban és a háborúban. 1941. augusztus 23-án hajnalban Cvijetin Todić parancsnoksága alatt a felkelők átkeltek a Vashídon, és ideiglenesen felszabadították Dobojt. A felkelők között több helyi lakos is volt. Ez a csoport részt vett az usorai lőszerraktár 1941. augusztus 24-i felrobbantásában, mely műveletet a történetírás Usora-diverzióként ismeri, amely addig a legnagyobb diverzió volt a megszállt Európában. Ugyanebben az akcióban, a főpályaudvar és a „Griz” szálloda elfoglalása során is többen estek el.
A második világháború után 1992-ig a település a szocialista Jugoszlávia keretében a Bosznia-Hercegovinai Népköztársaság része volt. A boszniai háborút lezáró daytoni békeszerződés rendelkezése alapján az ország területét felosztották a Bosznia-hercegovinai Föderáció és a boszniai Szerb Köztársaság között.  A békeszerződés utáni területmegosztási megállapodás értelmében a Boszniai Szerb Köztársasághoz és Doboj községhez került.

## Nevezetességei
- Szent Száva tiszteletére szentelt ortodox temploma.

## Fordítás
- Ez a szócikk részben vagy egészben  a(z)   Придјел Доњи című szerb Wikipédia-szócikk ezen változatának fordításán alapul.  Az eredeti cikk szerkesztőit annak laptörténete sorolja fel. Ez a jelzés csupán a megfogalmazás eredetét és a szerzői jogokat jelzi, nem szolgál a cikkben szereplő információk forrásmegjelöléseként.